# 老田村
老田村（おいだむら）は、かつて富山県射水郡にあった村。
村名は古くからこの地を老田と称していたことに由来する。

## 沿革
- 1889年（明治22年）4月1日 - 町村制の施行により、射水郡中老田村、中老田新村、東老田村、東老田新村、西老田新村、願海寺村、野々上村、二俣村及び花木新村の区域をもって、射水郡老田村が発足する。
- 1954年（昭和29年）3月1日 - 婦負郡呉羽村、長岡村、寒江村及び射水郡老田村が合併して、婦負郡呉羽町が発足する。

## 歴代村長
出典→
1. 海内六郎（1889年6月20日 - 1893年2月4日）
2. 多喜十三（1893年2月16日 - 1904年11月13日）
3. 瀧脇重作（1904年12月5日 - 1907年9月13日）
4. 城石正作（1907年10月4日 - 1907年11月18日）
5. 数井庄助（1908年2月12日 - 1908年9月12日）
6. 光地三郎（1908年11月20日 - 1911年5月16日）
7. 海内卓二（1911年5月31日 - 1915年5月30日）
8. 城石正作（1915年6月10日 - 1919年6月9日）
9. 瀧脇重作（1919年6月19日 - 1921年3月16日）
10. 多喜市郎（1921年5月6日 - 1925年2月3日）
11. 光地三郎（1925年2月17日 - 1929年2月16日）
12. 土田勇義（1929年2月18日 - 1933年2月17日）
13. 海内宏（1933年2月18日 - 1937年1月27日）
14. 多喜十吾（1937年2月3日 - 1945年2月6日）
15. 青井秀成（1945年2月7日 - 1946年9月17日）
16. 海内久介（[注 1]）
17. 中橋憲太郎（1949年12月8日 - 1954年2月20日）